# You Want It Darker
《You Want It Darker》는 캐나다의 싱어송라이터 레너드 코언의 열네 번째 스튜디오 음반으로, 코언이 죽기 17일 전인 2016년 10월 21일 컬럼비아 레코드에서 발매되었다. 이 음반은 그의 삶의 마지막을 향해 만들어졌으며 죽음, 신, 그리고 유머에 초점을 맞추고 있다. 이 음반은 비평가들로부터 호평을 받았다. 타이틀곡은 2018년 1월 그래미 어워드 최우수 록 퍼포먼스 상을 받았다. 이 음반은 코언이 생전에 발매한 마지막 음반이며, 2019년 11월 사후에 발매한 《Thanks for the Dance》 음반이 그 뒤를 이었다.

## 배경
그의 아들 애덤 코언에 따르면, 레너드 코언은 2008년과 2013년 사이에 광범위한 투어를 한 후, 다른 신체적인 문제들 중 "다발성 척추 골절"을 겪기 시작했다. 레너드 코언의 이동성 문제로 인해, 《You Want It Darker》는 로스앤젤레스 미드윌셔에 있는 그의 집 거실에서 녹음된 후 그의 음악 동료들에게 이메일로 보내졌다.
코언은 그의 상태가 음반 녹음에 방해가 되는 것을 제거하는데 도움이 되었다고 말했다. "어떤 의미에서는, 이 특별한 곤경은 내 인생의 다른 때들보다 훨씬 덜 산만하게 채워져 있고, 사실 내가 생계를 꾸리고, 남편이고, 아버지라는 의무를 가졌을 때보다 조금 더 집중력과 연속성을 가지고 일할 수 있게 해준다." 애덤 코언은 그의 아버지에게 "가끔은 기쁨에 겨워 고통을 겪으면서도 스피커 앞에 서서 10대처럼 노래를 반복하곤 했다"고 말했다.

## 평가
| 전문가 평가          | 전문가 평가 |
| 총 점수              | 총 점수     |
| 출처                 | 점수        |
| -------------------- | ----------- |
| AnyDecentMusic?      | 8.8/10      |
| 메타크리틱           | 92/100      |
| 평가 점수            |             |
| 출처                 | 점수        |
| AllMusic             | [ 7 ]       |
| The A.V. Club        | B+          |
| Chicago Tribune      | [ 9 ]       |
| The Daily Telegraph  | [ 10 ]      |
| Entertainment Weekly | A−          |
| The Guardian         | [ 12 ]      |
| The Independent      | [ 13 ]      |
| Pitchfork            | 8.5/10      |
| Rolling Stone        | [ 15 ]      |
| Vice                 | A−          |

《You Want It Darker》는 음악 평론가들로부터 광범위한 찬사를 받았다. 메인스트림 비평가들의 리뷰에 100점 만점에 정규화된 등급을 부여하는 메타크리틱에서 이 음반은 28개의 리뷰를 바탕으로 "전 세계적인 찬사"를 나타내는 평균 92점을 받았다.

## 상업적 성과
캐나다에서는 《You Want It Darker》가 음반 차트 1위에 데뷔하여 19,400장의 전통적인 판매량과 총 20,000장의 판매량을 기록했다. 음반은 캐나다에서 3주 연속 1위를 차지했고 연말까지 106,000장이 팔렸다. 미국에서 《You Want It Darker》는 2만 5천 장으로 빌보드 200에서 10위로 데뷔했으며, 이 중 2만 4천 장이 순수 음반 판매였다. 이 음반은 코언의 두 번째 미국 톱 10 음반이다. 영국에서 이 음반은 첫 주에 20,330장이 팔려 영국 음반 차트에서 4위로 데뷔했고, 레너드 코언의 다섯 번째 톱 10 음반이 되었다. 그 음반은 플랑드르 음반 차트에서 1위에 올랐고 7주 동안 그 곳에 머물렀다.

## 곡 목록
모든 곡들은 특별한 언급이 없는 한 레너드 코언에 의해 작사/작곡하였다.
| #  | 제목                           | 작사·작곡         | 재생 시간 |
| -- | ------------------------------ | ----------------- | --------- |
| 1. | 〈You Want It Darker〉         | 패트릭 레너드     | 4:44      |
| 2. | 〈Treaty〉                     |                   | 4:02      |
| 3. | 〈On the Level〉               | 샤론 로빈슨       | 3:27      |
| 4. | 〈Leaving the Table〉          |                   | 3:47      |
| 5. | 〈If I Didn't Have Your Love〉 | 레너드            | 3:35      |
| 6. | 〈Traveling Light〉            | 레너드, 애덤 코언 | 4:22      |
| 7. | 〈It Seemed the Better Way〉   | 레너드            | 4:21      |
| 8. | 〈Steer Your Way〉             |                   | 4:23      |
| 9. | 〈String Reprise / Treaty〉    |                   | 3:26      |

## 인증
</ref>}}
| 국가                                                                                         | 인증        | 판매량/출하량 |
| -------------------------------------------------------------------------------------------- | ----------- | ------------- |
| 오스트레일리아 (ARIA)                                                                        | 골드        | 35,000^       |
| 오스트리아 (IFPI 오스트리아)                                                                 | 플래티넘    | 15,000*       |
| 벨기에 (BEA)                                                                                 | 플래티넘    | 30,000*       |
| 캐나다 (뮤직 캐나다)                                                                         | 플래티넘    | 80,000        |
| 덴마크 (IFPI Danmark)                                                                        | 플래티넘    | 20,000        |
| 프랑스 (SNEP)                                                                                | 플래티넘    | 100,000       |
| 독일 (BVMI)                                                                                  | 골드        | 100,000       |
| 헝가리 (MAHASZ)                                                                              | 골드        | 1,000^        |
| 뉴질랜드 (RMNZ)                                                                              | 골드        | 7,500         |
| 폴란드 (ZPAV)                                                                                | 3× 플래티넘 | 60,000        |
| 스페인 (PROMUSICAE)                                                                          | 골드        | 20,000        |
| 스웨덴 (GLF)                                                                                 | 골드        | 20,000        |
| 스위스 (IFPI 스위스)                                                                         | 플래티넘    | 20,000^       |
| 영국 (BPI)                                                                                   | 골드        | 153,460       |
| 요약                                                                                         |             |               |
| 전 세계                                                                                      | —           | 1,100,000     |
| *판매량을 기반으로 한 인증 · ^출하량을 기반으로 한 인증 · 판매량+스트리밍을 기반으로 한 인증 |             |               |